# Homosclerophorida
Homosclerophorida è un ordine di Demospongiae, l'unico ordine della sottoclasse Homoscleromorpha. Comprende un'unica famiglia, Plakinidae.